# Harmancık
Harmancık ist eine Stadt im gleichnamigen  Landkreis der türkischen Provinz Bursa und gleichzeitig ein Stadtbezirk der 1986 geschaffenen Büyükşehir belediyesi Bursa (Großstadtgemeinde/Metropolprovinz). Harmancık liegt etwa 60 Kilometer südlich des Zentrums von Bursa. Der Ort erhielt laut Stadtlogo 1973 den Status einer Belediye.
Der Landkreis liegt im Süden der Provinz. Er grenzt im Westen an Büyükorhan und Orhaneli, im Norden an Keles, im Südosten an die Provinz Kütahya und im Südwesten an die Provinz Balıkesir. Durch die Kreisstadt und durch den Kreis verläuft die Fernstraße D 230, die von Edremit im Westen nach Kütahya im Osten führt. Südlich der Stadt fließt das Flüsschen Kocadere, das weiter westlich in den Aliova Çayı mündet.
Der frühere Name der Ortschaft lautete Çardı.